# Tholocoleus astrifer
Tholocoleus astrifer är en fjärilsart som beskrevs av Butler 1886. Tholocoleus astrifer ingår i släktet Tholocoleus och familjen nattflyn. Inga underarter finns listade i Catalogue of Life.